# Ludwigshofer See
Der Ludwigshofer See befindet sich im Osten des Landkreises Vorpommern-Greifswald im östlichen Teil der Ueckermünder Heide nahe der polnischen Grenze. Das Gewässer befindet sich in dem Gemeindegebiet von Ahlbeck in der Nähe des namensgebenden Ortsteiles Ludwigshof. Der See ist ungefähr 430 Meter breit und 540 Meter lang. Er hat eine ungegliederte Form.
Der See entstand aus dem ehemaligen, im 18. und 19. Jahrhundert trockengelegten Ahlbecker See. Anfang des 20. Jahrhunderts kam es im Ahlbecker Seegrund durch den Wiederanstieg des Wasserspiegels zur Entstehung des Sees in einem Baggerloch, das der Seeschlammgewinnung gedient hatte. Die Umgebung des Sees ist das größte wachsende Kalkschwingmoor Deutschlands.
Der See ist Bestandteil des 1987 einstweilig gesicherten Naturschutzgebiets Ahlbecker Seegrund, das seit dem Jahr 2005 im Naturpark Am Stettiner Haff liegt. 